# 가탐

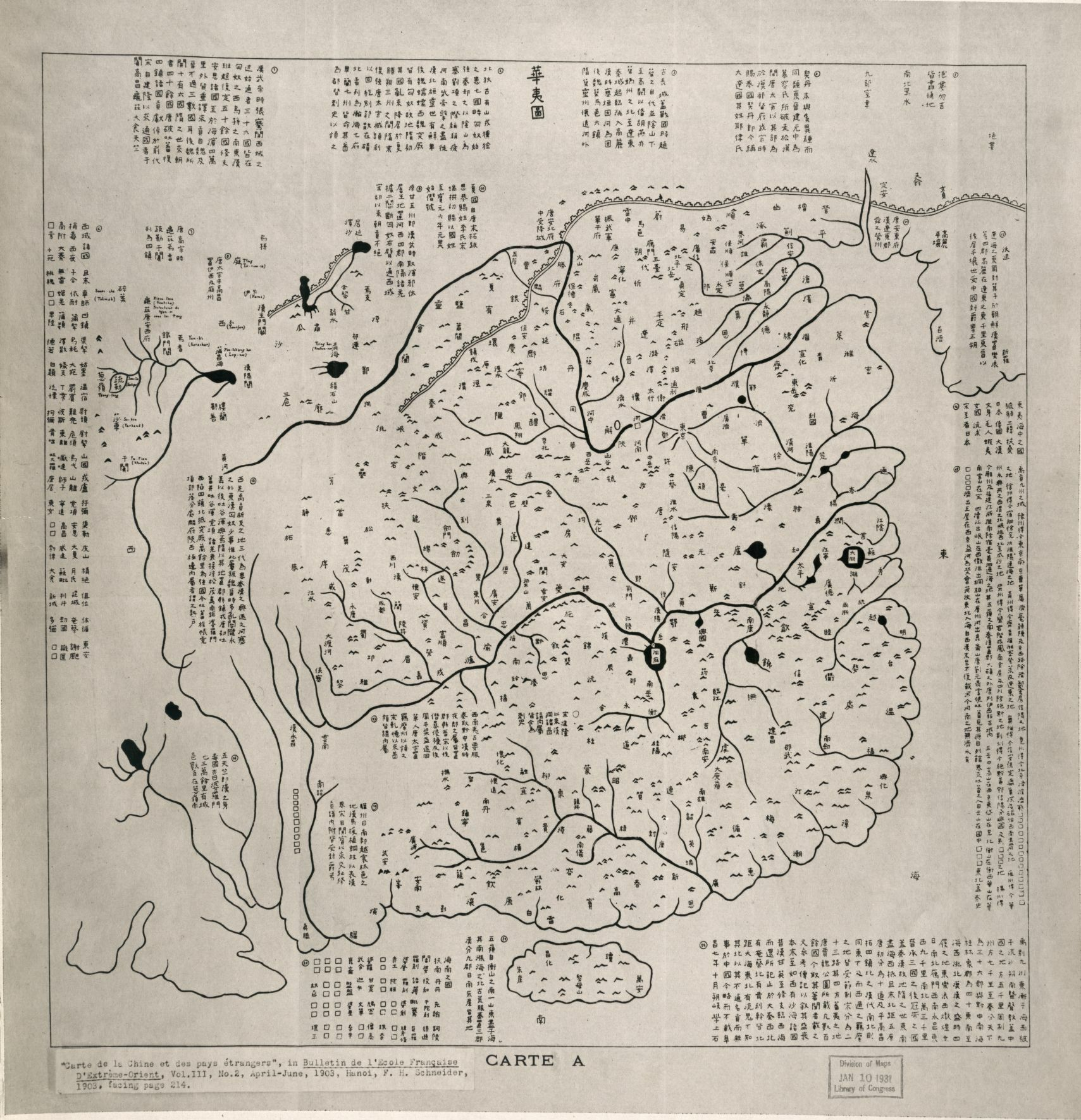

가탐(賈耽, 730년 ~ 805년)은 중국 당나라의 정치인이다. 창주(滄州) 남피(南皮) 사람으로 자를 돈시(敦詩)라고 했다. 13년간 재상을 맡아 국정을 운영했다. 지리학을 좋아해 지도 〈해내화이도(海內華夷圖)〉와 지지(地誌) 《고금군국현도사이술(古今郡國道懸四夷述)》 40권 등을 남겼다.

## 생애
당 현종 천보(天寶) 10년(751년) 명경(明經)으로 급제하였다. 건원(乾元) 중에 패주(貝州) 임청현(臨清縣)의 현위로 제수되었고, 대궐에 찾아뵈었을 때는 상소로 시정을 논하였다. 이후 위주(絳州) 정평위(正平尉)에 제수되고, 하동절도사(河東節度使) 왕사례(王思禮)의 탁지판관(度支判官)으로 임명되었다.
이후 검교선부원외랑(檢校膳部員外郎), 태원소윤(太原少尹)에 북도부유수(北都副留守)를 역임하고 또한 검교예부랑중(檢校禮部郎中), 절도부사(節度副使)를 지냈다. 다시 분주자사(汾州刺史)가 되어 7년 동안 군을 다스리며 탁월한 치적을 보였고, 홍려경(鴻臚卿) 겸 좌우위원영사(左右威遠營使)가 되었다.
대력(大曆) 14년(779년) 11월 5일(양력 12월 17일) 검교좌산기상시(檢校左散騎常侍) 겸 양주자사(梁州刺史), 어사대부(御史大夫), 산남서도절도사(山南西道節度使)가 되었다.
건중(建中) 3년(782년) 11월 1일(양력 12월 13일) 검교공부상서(檢校工部尚書) 겸 어사대부(御史大夫) 산남동도절도사(山南東道節度使)에 제수되었다. 이희열(李希烈)이 반란을 일으키고 덕종(德宗)이 양주(梁州)로 옮겨갔다. 흥원(興元) 원년(784년) 2월 가탐은 행군사마(行軍司馬) 번택(樊澤)에게 덕종의 행재소로 가서 일을 아뢰게 하였고, 택이 일을 마치고 돌아오자 제장에게 큰 잔치를 열어주었는데, 홀연히 급한 첩보가 와서 번택을 가탐을 대신해 산남동도절도사로 삼게 하고, 가탐은 소환되어 공부상서(工部尚書)로 삼는다는 내용을 전했다. 가탐은 열람을 마치고도 연회 도중에 안색을 바꾸지 않고 자리를 파한 뒤에야 택을 불러서 그가 자신의 뒤를 이어 절도사 임무를 맡게 되었음을 고하고 장리(將吏)들에게 들어와 배명하도록 명하고 가탐 자신은 즉시 계정(啟程)하였다. 산남동도의 아장(牙將) 장헌보(張獻甫)는 다른 의론이 있었는데, 가탐은 장헌보를 함께 데리고 갔고, 이에 무리들의 마음이 편안하였다고 한다.
오래 지나지 않아 정원(貞元) 원년(785년) 2월 1일(양력 3월 15일) 동도하남선위사(東都河南宣慰使)로 채워졌다. 그 해 9월 19일(양력 7월 29일)에는 본래 관직으로 동도유수(東都留守)가 되었다. 당 왕조의 구례(舊例)에서는 유수 관직을 맡은 자는 도성을 나갈 수 없었는데, 덕종이 가탐이 활을 잘 쏜다고 하여 특별히 교전(郊甸)에서 유렵하는 것을 허락하였다고 한다. 정원(貞元) 2년(786년) 7월 22일(양력 8월 24일) 동기여남방어사(東畿汝南防御使)가 더해졌고, 9월 11일(양력 10월 7일) 검교우복야(檢校左僕射) 겸 활주자사(滑州刺史) 의성군절도사(義成軍節度使)가 더해졌다.
정원 9년(793년) 5월 27일(양력 7월 9일)에 다시 불려가 좌복야(左僕射)에 동중서문하평장사(同中書門下平章事)가 되었다. 순종(順宗)이 즉위하고 정원 21년(805년) 3월 19일(양력 4월 21일) 검교사공(檢校司空) 수좌복야(守左僕射)가 더해졌다(지정사는 예전대로 하였다). 이때 환관 왕숙문(王叔文)이 당의 조정에서 권세를 휘두르고 있었는데, 가탐은 병을 이유로 물러날 것을 청하였으나 이는 윤허되지 않았다.
헌종(憲宗) 영정(永貞) 원년(805년) 10월 2일(양력 10월 27일) 수도 장안(長安)의 광복리(光福里)에 있던 그의 저택에서 죽었다.，향년 76세였다. 당 조정에서는 예에 따라 가탐의 죽음을 애도하여 나흘 동안 조회를 파하였다.
가탐은 사후 태부(太傅) 관직이 추증되고, 시호를 원정(元靖)이라 하고 장안(長安)의 고양원(高陽原)에 장사지냈다.
가탐은 관직에 있었던 것이 전후로 13년이었고, 당 조정의 종사(宗社)와 관련된 안위(安危) 문제와 이를 위한 대계(大計)를 올린 적은 없었지만 행동이 공손하고 성품이 온후하여 당시 사람들은 가탐을 두고 덕이 두터운 군자라고 칭송하였다고 한다.

## 가탐과 지리학
가탐은 지리학을 좋아하여 외국에서 사신이 오거나 혹은 사신으로 외국에 갔다온 사람이 있으면 꼭 그에게 그곳 토지의 산천에 대해 물어 보고 다녔다고 한다. 이를 통해 가탐은 천하의 풍토(風土)의 험요(險要)에 대해 두루 알 수 있었다.
안사의 난(安史之亂) 이래로 당은 토번(吐番)에 의해 농우(隴右)를 잃고, 옛 주현(州縣)의 수수(戍守)를 다시 살필 수 없게 되었는데, 가탐은 이에 농우 및 산남 9주 등의 지도 한 폭을 그려서 《군국별록》(郡國別錄) 6권, 《토번황하록》(吐蕃黃河錄) 4권과 함께 정원 14년(798년) 10월에 덕종에게 바쳤다. 이에 말 한 필과 은채(銀綵) 1백 필, 은으로 만든 병과 쟁반 각 한 개씩을 하사하였다고 한다.
이보다 앞서 흥원 원년에 가탐은 조를 받들어 국도(國圖)를 찬하게 되었는데, 그뒤 사방에 나아가 진수하는 임무를 맡아 돌아다니느라 다른 일을 돌아볼 겨를이 없었는데, 조정으로 들어와서 재상이 되어 처음으로 어느 정도 여가가 생기게 되었다. 공인(工人)을 시켜서 《해내화이도》(海內華夷圖) 한 폭을 그리게 하였는데, 寬이 석 장에 縱이 석 장 두 자였고, 한 치를 1백 리로 축척을 잡았다. 아울러 《고금군국현도사이술》(古今郡國縣道四夷述) 40권을 찬하였는데, 고대 중국의 전설적인 군주인 《우공》(禹貢)이 정한 구주(九州)를 시작으로 역외(域外)를 《한서》(漢書)의 구분에 따라 고금의 군현 및 방국(方國)의 변천상을 상세히 살핀 것이었다. 가탐은 이를 정원 17년(801년) 10월에 다시 덕종에게 바쳤고 덕종은 조를 내려 이를 포상하고 금채(錦綵) 2백 필, 포단(袍段) 여섯 필, 금장(錦帳) 두 개, 은으로 만든 병과 쟁반 각 한 개, 은합(銀榼) 두 개, 말 한 필을 하사하였으며, 위국공(魏國公)으로 진봉하였다.
가탐이 지은 여러 책과 지도들은 현재 전해지지 않고, 다른 저술들에 그것을 인용한 부분만이 일부 전해지고 있을 뿐이다. 북송대의 《신당서》(新唐書) 지리지(地理志) 중 이(伊)、서(西)、북정(北庭)、안서(安西) 4개 조 및 같은 책 권43하 말미에 붙은 통해외사경로경(通海外四境路徑)은 모두 《고금군국현도사이술》을 저본으로 서술되었던 것이다. 세상에 전하기로는 유제(劉齊) 부창(阜昌) 7년(1136년) 10월에 《화이도》(華夷圖)를 새겼는데, 이것 또한 가탐이 지은 《해내화이도》에서 자료를 따온 것이다.